# 15. Zusatzartikel zur Verfassung der Vereinigten Staaten

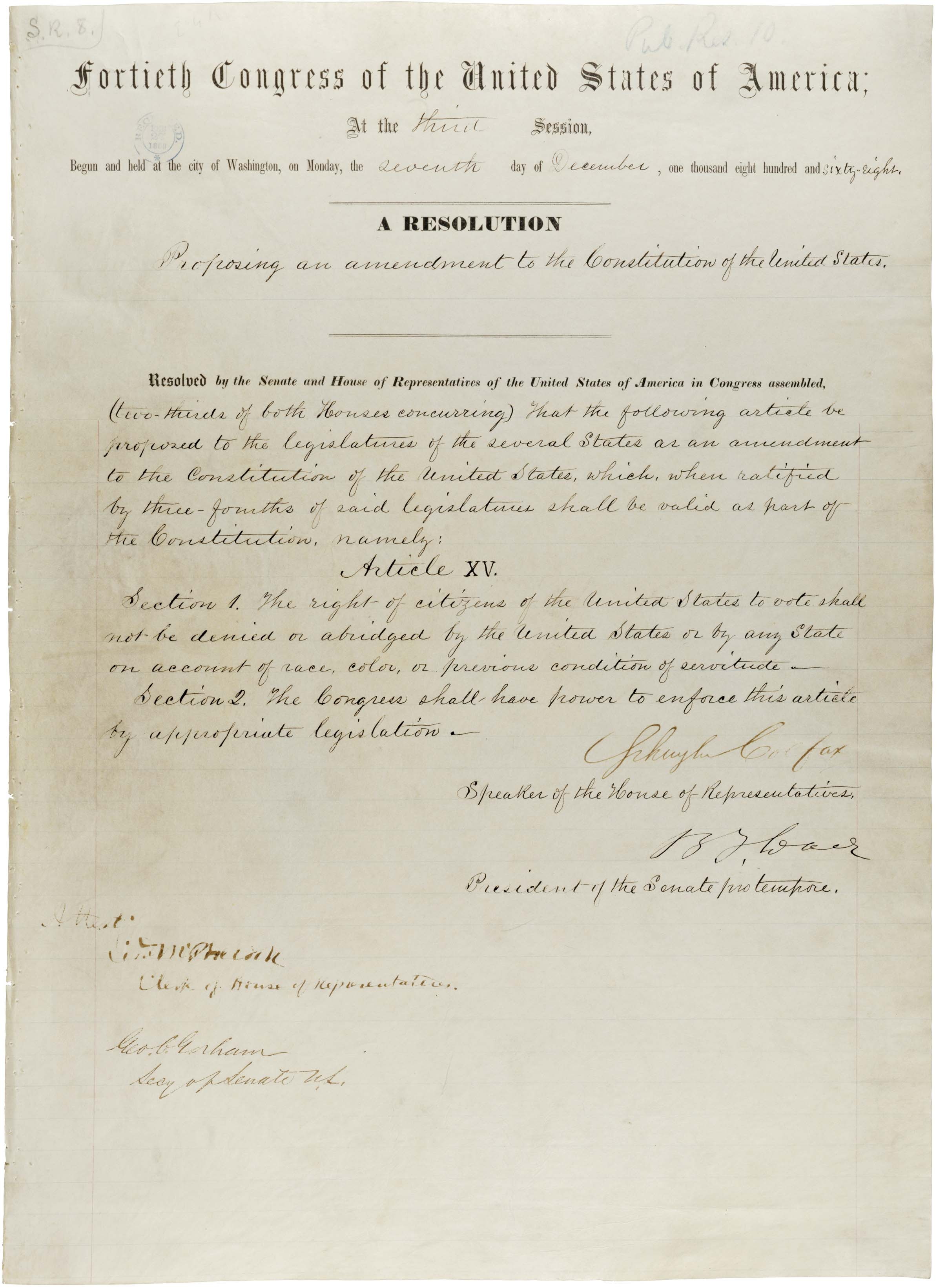
15. Zusatzartikel zur Verfassung der Vereinigten Staaten

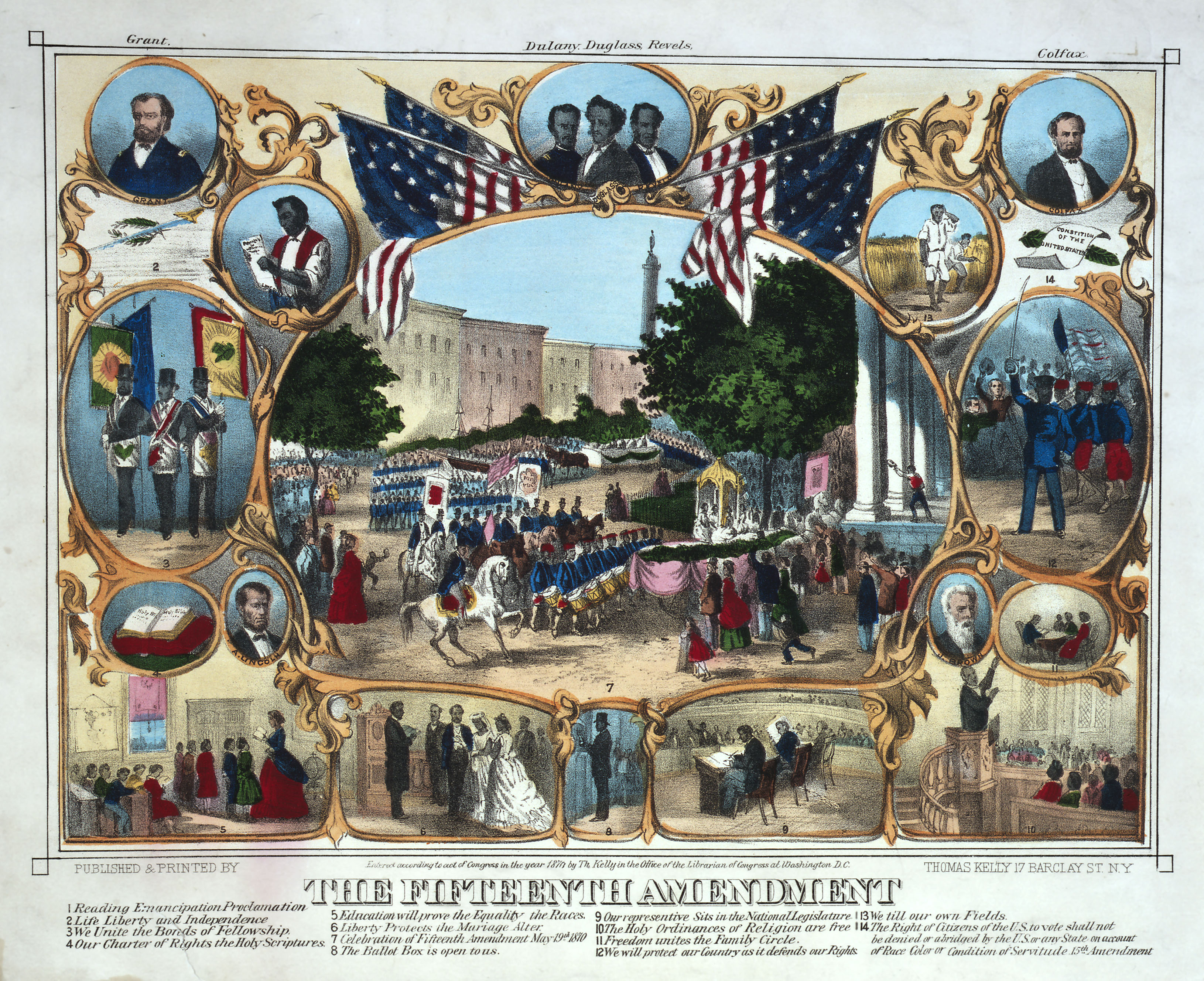
The Fifteenth Amendment. Plakat von 1870, das das „Passieren“ des 15. Zusatzartikels und die daraus resultierenden Vorteile für die Farbigen feierte

Der 15. Zusatzartikel zur Verfassung der Vereinigten Staaten von Amerika ist einer jener Zusätze, die nach dem Bürgerkrieg angefügt wurden. Er wurde am 3. Februar 1870 ratifiziert und verbot, einer Person aufgrund ihrer ethnischen Zugehörigkeit, ihrer Hautfarbe oder ihres früheren Status als Sklave das Wahlrecht zu verweigern.

## Im Wortlaut

### Abschnitt 1
“The right of citizens of the United States to vote shall not be denied or abridged by the United States or by any State on account of race, color, or previous condition of servitude.”

„Das Wahlrecht der Bürger der Vereinigten Staaten darf von den Vereinigten Staaten oder einem Einzelstaat nicht auf
Grund der Rassenzugehörigkeit, der Hautfarbe oder des vormaligen Dienstbarkeitsverhältnisses versagt oder
beschränkt werden.“

### Abschnitt 2
“The Congress shall have power to enforce this article by appropriate legislation.”

„Der Kongress ist befugt, diesen Zusatzartikel durch entsprechende Gesetze zur Durchführung zu bringen.“

## Bedeutung und Geschichte
Der Hauptzweck dieses Zusatzes besteht darin, den ehemaligen Sklaven das volle Wahlrecht zu gewähren. Tatsächlich wurde er aber erst mit dem Voting Rights Act von 1965 völlig umgesetzt.
Der erste US-Bürger, der aufgrund dieses Zusatzes wählen durfte, war Thomas Mundy Peterson.
Nachdem mit den Zusätzen 13 und 14 die Sklaverei abgeschafft worden war und den ehemaligen Sklaven die Bürgerrechte garantiert wurden, fürchteten die Republikaner immer noch, Anhänger der Konföderierten in den Südstaaten könnten ihren Einfluss aufrechterhalten, indem sie befreite Sklaven bzw. Schwarze nicht wählen ließen. In den meisten Südstaaten galten dahingehende Gesetze. Durch das verfassungsrechtliche Verbot einer solchen Ausgrenzung erhofften sich die Republikaner aber auch, die Sympathie der Schwarzen zu gewinnen und so die Dominanz der Demokraten im Süden (siehe Solid South) zu brechen.
Nach dem Inkrafttreten des 15. Zusatzes kam es zu einer kurzen Phase starker politischer Teilhabe der schwarzen Bevölkerung, die bis heute rein zahlenmäßig nicht wieder erreicht wurde. Sowohl gemessen an der Einwohnerzahl als auch in absoluten Zahlen wurden zwischen 1865 und 1880 mehr Afroamerikaner in politische Ämter gewählt als in irgendeiner anderen Periode der amerikanischen Geschichte. Zwar gab es noch keine schwarzen Gouverneure, doch einige Parlamente in den Südstaaten waren zu dieser Zeit praktisch afroamerikanisch dominiert. Diese Parlamente verabschiedeten Programme, die zur damaligen Zeit als radikal angesehen wurden, wie etwa zur Aufhebung der Rassentrennung in Schulen. Auch hoben sie die rassendiskriminierenden Gesetze einschließlich des Verbots von Mischehen auf.
Um die Schwarzen dennoch an der Wahlteilnahme zu hindern, führten einige Bundesstaaten sogenannte poll taxes (Wahlsteuern) ein – Abgaben, welche die Wähler bezahlen mussten, um das Wahlrecht zu erhalten. Ein Bestandsschutz (die sogenannte grandfather clause, Großvaterklausel) nahm solche Wähler von der Steuer aus, deren Väter und Großväter bereits im Bundesstaat wahlberechtigt waren. Viele Schwarze und auch tendenziell eher schwarzenfreundliche weiße Zuwanderer aus den Nordstaaten waren arm und konnten sich diese poll tax nicht leisten; die meisten einheimischen Weißen, die tendenziell schwarzenfeindlich eingestellt waren, waren durch den Bestandsschutz von der Steuer befreit. Diese Form der mittelbaren Diskriminierung wurde erst 1964 durch den 24. Zusatz behoben.

## Ratifizierungsdaten
Der 15. Zusatzartikel wurde vom US-Kongress am 26. Februar 1869 vorgeschlagen und von den Bundesstaaten wie folgt ratifiziert:
- Nevada: 1. März 1869
- West Virginia: 3. März 1869
- North Carolina: 5. März 1869
- Illinois: 5. März 1869
- Louisiana: 5. März 1869
- Michigan: 5. März 1869
- Wisconsin: 5. März 1869
- Maine: 11. März 1869
- Massachusetts: 12. März 1869
- Arkansas: 15. März 1869
- South Carolina: 15. März 1869
- Pennsylvania: 25. März 1869
- New York: 14. April 1869 (Ratifizierung widerrufen 5. Januar 1870; erneute Ratifizierung 30. März 1870)
- Indiana: 14. Mai 1869
- Connecticut: 19. Mai 1869
- Florida: 14. Juni 1869
- New Hampshire: 1. Juli 1869
- Virginia: 8. Oktober 1869
- Vermont: 20. Oktober 1869
- Alabama: 16. November 1869
- Missouri: 7. Januar 1870
- Minnesota: 13. Januar 1870
- Mississippi: 17. Januar 1870
- Rhode Island: 18. Januar 1870
- Kansas: 19. Januar 1870
- Ohio: 27. Januar 1870 (nach dem der Zusatzartikel am 30. April 1869 zunächst abgelehnt worden war)
- Georgia: 2. Februar 1870
- Iowa: 3. Februar 1870

Secretary of State Hamilton Fish bescheinigte am 30. März 1870, dass der vorgeschlagene Verfassungszusatz als 15. Zusatzartikel Teil der US-Verfassung geworden ist. Zu diesem Zeitpunkt hatten bereits zwei weitere Bundesstaaten den Zusatzartikel ratifiziert:
- Nebraska: 17. Februar 1870
- Texas: 18. Februar 1870

Anschließend wurde der Verfassungszusatz auch noch von den anderen Bundesstaaten ratifiziert:
- New Jersey: 15. Februar 1871 (nach dem der Zusatzartikel am 7. Februar 1870 zunächst abgelehnt worden war)
- Delaware: 12. Februar 1901 (nach dem der Zusatzartikel am 18. März 1869 zunächst abgelehnt worden war)
- Oregon: 24. Februar 1959 (nach dem der Zusatzartikel am 26. Oktober 1870 zunächst abgelehnt worden war)
- Kalifornien: 3. April 1962 (nach dem der Zusatzartikel am 28. Januar 1870 zunächst abgelehnt worden war)
- Maryland: 7. Mai 1973 (nach dem der Zusatzartikel am 26. Februar 1870 zunächst abgelehnt worden war)
- Kentucky: 18. März 1976 (nach dem der Zusatzartikel am 12. März 1869 zunächst abgelehnt worden war)
- Tennessee: 8. April 1997 (nach dem der Zusatzartikel am 16. November 1869 zunächst abgelehnt worden war)